# 下诺夫哥罗德
下诺夫哥罗德（羅馬化：Nizhniy Novgorod 俄語發音：[ˈnʲiʐnʲɪj ˈnovɡərət]，直译：「下新城」），俄罗斯城市，位于东欧平原的中心、伏尔加河与其最大支流奥卡河的交汇处，是伏尔加联邦管区和下诺夫哥罗德州的行政中心（首府），於1932年至1990年间被称作高尔基（Горький，羅馬化：Gor'kiy，發音：[ˈɡorʲkʲɪj]；以纪念前苏联作家马克西姆·高尔基）。下诺夫哥罗德是俄罗斯重要的经济、工业、科学、教育和文化中心，亦為伏尔加联邦管区最大的交通枢纽和俄罗斯最大的游船旅游中心，擁有許多历史景点、工厂和剧场。2010年人口1,250,619；2002年人口1,311,252；1989年人口1,438,133。

## 历史

### 名稱
最初它被簡單地稱為諾夫哥羅德（“新城”），但為了與西部另一個更古老、更著名的诺夫哥罗德（大诺夫哥罗德）區分開來，這座城市通常被稱為“下地島的諾夫哥羅德”或“下諾夫哥羅德市”。這片土地据稱“較低”，但實際上它的高度比大諾夫哥羅德還要高，因為它位於莫斯科、弗拉基米爾和穆羅姆等俄羅斯其他城市的下游。

### 下諾夫哥羅德公國
這座城市的起源可以追溯到一個由尤里二世大公於1221年在他的公國最重要的兩條河流伏尔加河和奧卡河的交匯處建立的小型俄羅斯木製山丘堡壘。它標誌著東斯拉夫定居點的東部極端，直到中世紀時期結束，俄羅斯向東擴張被推遲，直到1552年喀山被佔領。中世紀堡壘的獨立存在受到了對它的持續攻擊的威脅。1229年4月，普爾加茲軍隊的重大嘗試被擊退，但在尤里二世於1238年3月4日在錫季河戰役亡後，蒙古人佔領了要塞。後來成為邊境保護的主要據點，下諾夫哥羅德堡壘利用了兩條河流形成的天然護城河。
與莫斯科和特维尔一樣，下諾夫哥羅德是幾個新建立的城鎮之一，由於其微不足道而逃脫了蒙古人的破壞，但在韃靼人統治時期卻成長為俄羅斯政治生活的重要中心。在蒙古汗的同意下，下諾夫哥羅德於1264年併入弗拉基米爾-蘇茲達爾公國。86年後，強大的蘇茲達爾公國的所在地於1350年從戈羅傑茨遷至這裡，其重要性進一步增加。德米特里·康斯坦丁诺维奇大公試圖 使他的首都成為堪比莫斯科的對手；他建造了一座石頭城堡和幾座教堂，並且是歷史學家的讚助人。現存的往年纪事，劳伦特编年史，是當地僧侶勞倫修斯於1377年為他撰寫的。

### 莫斯科大公國最堅固的堡壘

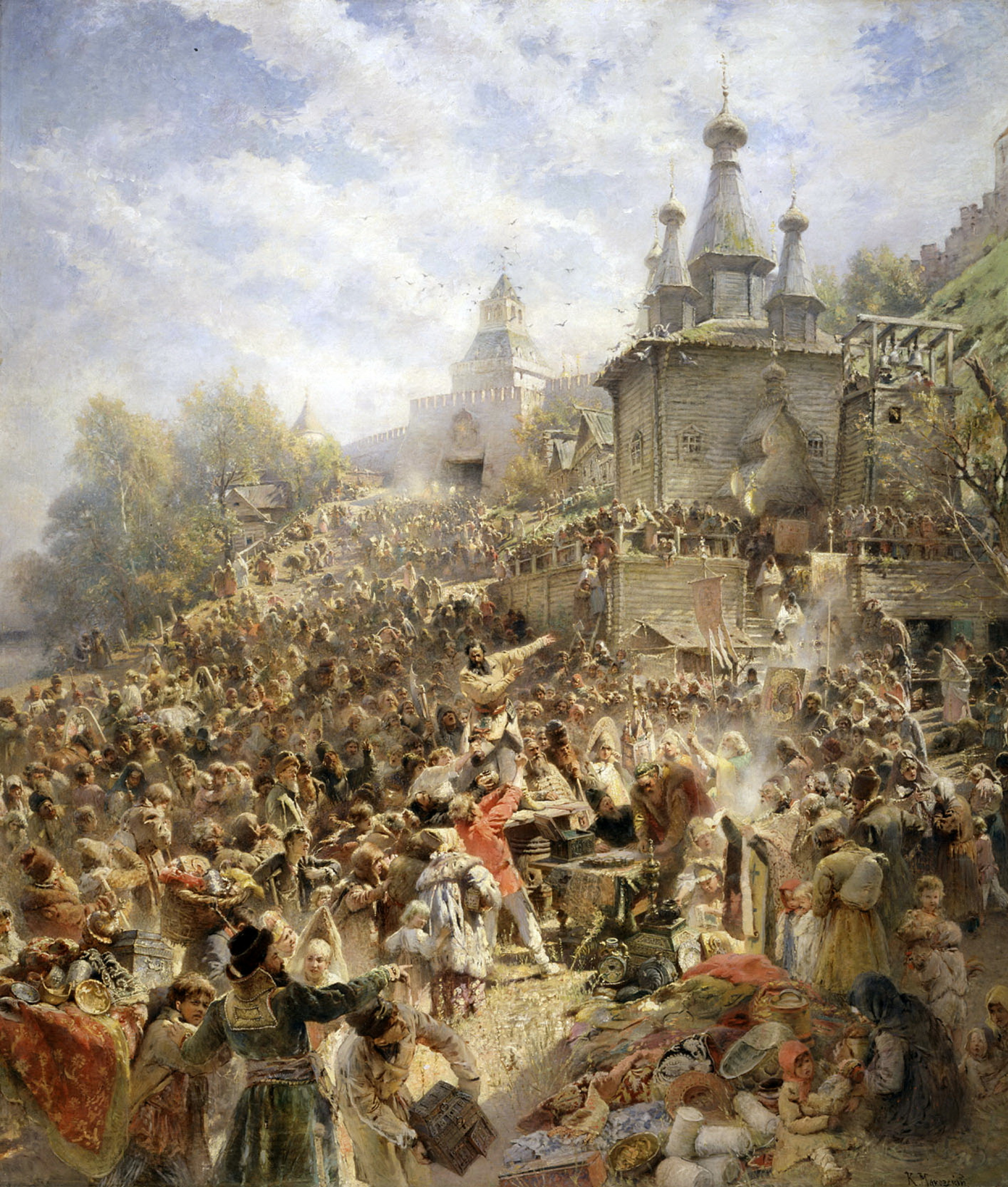
庫茲馬·米寧呼籲下諾夫哥羅德的人民組建一支志願民兵對抗波蘭人（康斯坦丁·馬科夫斯基繪，1896年）。

1392年莫斯科大公國併入莫斯科大公国後，當地諸侯以叔伊斯基家族定居莫斯科，在宮廷中舉足輕重，並以瓦西里四世的名義短暫登上王位。1408年被強大的克里米亞韃靼人首領埃也迪古燒毀後，下諾夫哥羅德得以恢復，莫斯科人主要將其視為與喀山韃靼人作戰的重要據點。巨大的紅磚克里姆林宮是俄羅斯最堅固、保存最早的城堡之一，建於1508-1511年，由彼得羅·弗朗切斯科監督。 這座堡壘堅固到足以抵禦1520年和1536年韃靼人的圍攻。
1612年，由當地商人库兹马·米宁召集，由德米特里·波扎爾斯基王公指揮的所謂“第一民兵”（первое ополчение）將波蘭軍隊驅逐出莫斯科，從而結束了“俄罗斯混乱时期”，建立了羅曼諾夫王朝。克里姆林宮前的主廣場以米寧和波扎爾斯基的名字命名，但當地簡稱為米宁廣場。米宁的遺體被埋葬在城堡中。（為了紀念這些事件，2005年10月21日，米宁和波扎爾斯基紅場雕像的精確複製品被放置在施洗者聖約翰教堂前，據信該教堂是两人向人們發出召喚的地方。）
在接下來的一個世紀裡，這座城市的商業繁榮，並被斯特罗加诺夫家族（俄羅斯最富有的商人家族）選為經營基地。17世紀和18世紀之交，在那裡發展了一種特殊的建築和圖標繪畫風格，稱為他的風格。
1781年下諾夫哥羅德的歷史紋章是一頭長著黑色角和蹄的馬鹿在白色的田野上。 2006 年的現代紋章是一樣的，上面有列寧勳章的緞帶和金冠。

### 大貿易中心

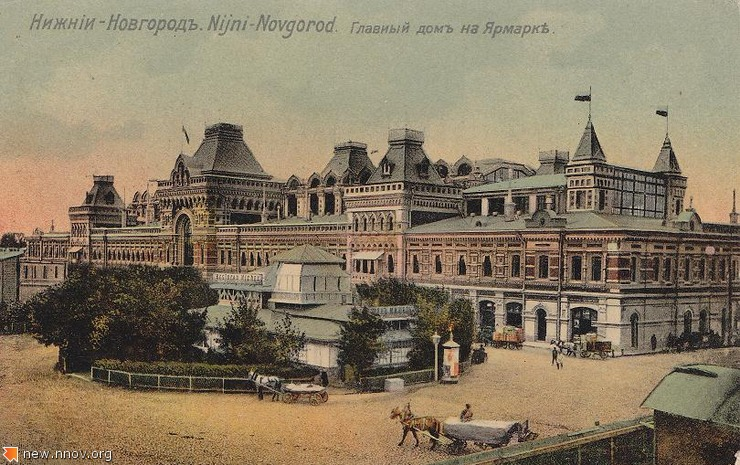
大俄羅斯博覽會的主樓，19世紀的明信片

1817年，世界上最熱鬧的馬卡里耶夫博覽會轉移到下諾夫哥羅德，開始每年吸引數百萬遊客，下诺夫哥罗德成为俄罗斯帝国的重要贸易中心。到19世紀中葉，這座城市已穩固地確立為俄羅斯帝國的貿易之都。1896年在下諾夫哥羅德舉行的全俄工業和藝術展覽上展示了世界上第一台由工程師亚历山大·波波夫設計的無線電接收機和世界上第一台由工程師弗拉基米尔·舒霍夫設計的雙曲面塔和格子殼罩。
最大的工業企業是索尔莫沃鐵廠，它通過公司自己的鐵路與下諾夫哥羅德下城的莫斯科火車站相連。喀山火車站位於上城。 其他工業逐漸發展起來，到20世紀初，這座城市也是一流的工業中心。亨利·福特在1920年代後期幫助建造了一家大型卡車和拖拉機工廠（GAZ的前身），派遣工程師和機械師，包括未來的勞工領袖沃尔特·路则 (Walter Reuther）。

### 苏联時代
在1917年十月革命之前，伏爾加河或奧卡河上沒有永久性橋樑。臨時橋樑是在交易會期間建造的。伏爾加河上的第一座橋樑於1914年由莫斯科-喀山鐵路公司開工，但直到1927年通往科捷利尼奇的鐵路開通服務後才在苏联時代完工。
馬克思主義活動家和沙皇異議人士马克西姆·高尔基於1868年出生於下諾夫哥羅德，原名阿列克謝·馬克西莫維奇·佩什科夫。他在小說中描寫了城市無產階級的淒涼生活。1932年應约瑟夫·斯大林的邀請返回苏联，這座城市更名為高爾基。這座城市在1990年之前一直以高爾基的名字命名。他的童年故居被保留為博物館，被稱為卡西林故居，以馬克西姆的祖父的名字命名。
在苏联时期，这个城市是重要的工业中心，高尔基汽车厂在此期间建成，因此这个城市被赋予了“俄罗斯底特律”的绰号。在第二次世界大战期间，高尔基成为了前线最大的军事装备供应地。從1941年到1943年，德国空军不断空袭轰炸这座城市，很多德国炸弹落在高尔基汽车厂区域。尽管工厂几乎所有的生产基地都被完全摧毁，但高尔基市公民在100天后就重建了工厂。
二战结束后，高尔基变成了一个保密行政区，直至1991年苏联解体，之后该城市再次更名为下诺夫哥罗德。1985年开通地铁。2014年到2016年，这座城市的经济下滑幅度较大。2016年，普京开办了一家新的下诺夫哥罗德工厂，该工厂隶属于阿尔马兹-安泰公司。

## 气候
| 下诺夫哥罗德（1961－1990） | 下诺夫哥罗德（1961－1990） | 下诺夫哥罗德（1961－1990） | 下诺夫哥罗德（1961－1990） | 下诺夫哥罗德（1961－1990） | 下诺夫哥罗德（1961－1990） | 下诺夫哥罗德（1961－1990） | 下诺夫哥罗德（1961－1990） | 下诺夫哥罗德（1961－1990） | 下诺夫哥罗德（1961－1990） | 下诺夫哥罗德（1961－1990） | 下诺夫哥罗德（1961－1990） | 下诺夫哥罗德（1961－1990） | 下诺夫哥罗德（1961－1990） |
| 月份                       | 1月                        | 2月                        | 3月                        | 4月                        | 5月                        | 6月                        | 7月                        | 8月                        | 9月                        | 10月                       | 11月                       | 12月                       | 全年                       |
| -------------------------- | -------------------------- | -------------------------- | -------------------------- | -------------------------- | -------------------------- | -------------------------- | -------------------------- | -------------------------- | -------------------------- | -------------------------- | -------------------------- | -------------------------- | -------------------------- |
| 平均高温 °C（°F）          | −8.3 (17.1)                | −6.1 (21.0)                | −0.1 (31.8)                | 9.9 (49.8)                 | 18.1 (64.6)                | 21.8 (71.2)                | 23.6 (74.5)                | 21.6 (70.9)                | 15.1 (59.2)                | 6.9 (44.4)                 | 0.5 (32.9)                 | −5.4 (22.3)                | 8.1 (46.6)                 |
| 平均低温 °C（°F）          | −14.5 (5.9)                | −12.6 (9.3)                | −6.8 (19.8)                | 1.6 (34.9)                 | 8.2 (46.8)                 | 12.0 (53.6)                | 14.4 (57.9)                | 12.5 (54.5)                | 7.4 (45.3)                 | 1.2 (34.2)                 | −4.9 (23.2)                | −10.8 (12.6)               | 0.6 (33.2)                 |
| 平均降水量 mm（）          | 40 (1.6)                   | 33 (1.3)                   | 28 (1.1)                   | 36 (1.4)                   | 52 (2.0)                   | 64 (2.5)                   | 76 (3.0)                   | 67 (2.6)                   | 57 (2.2)                   | 59 (2.3)                   | 56 (2.2)                   | 50 (2.0)                   | 618 (24.2)                 |
| 来源：Гидрометцентр России |                            |                            |                            |                            |                            |                            |                            |                            |                            |                            |                            |                            |                            |

## 图片

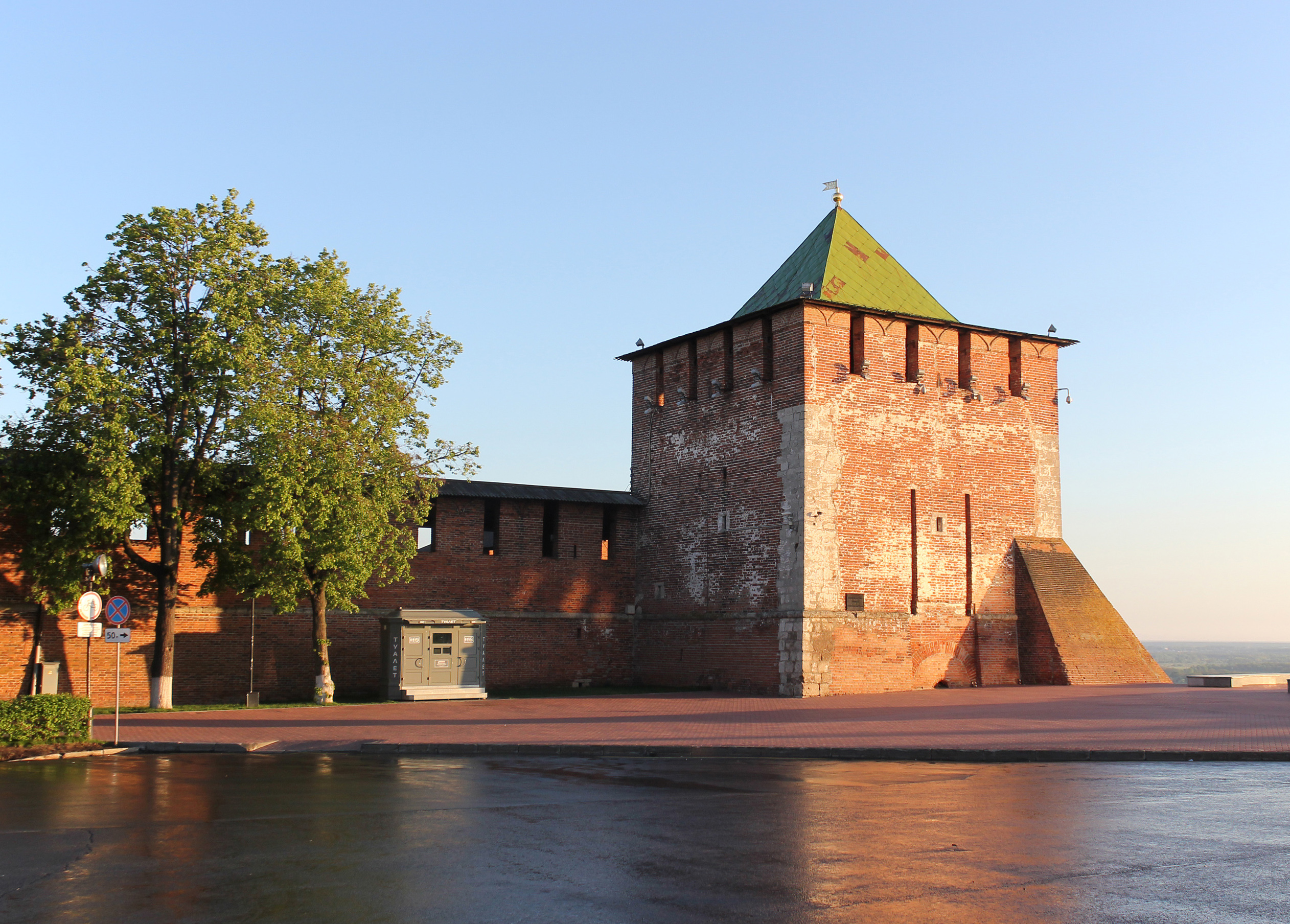
下诺夫哥罗德克里姆林宫之一座塔
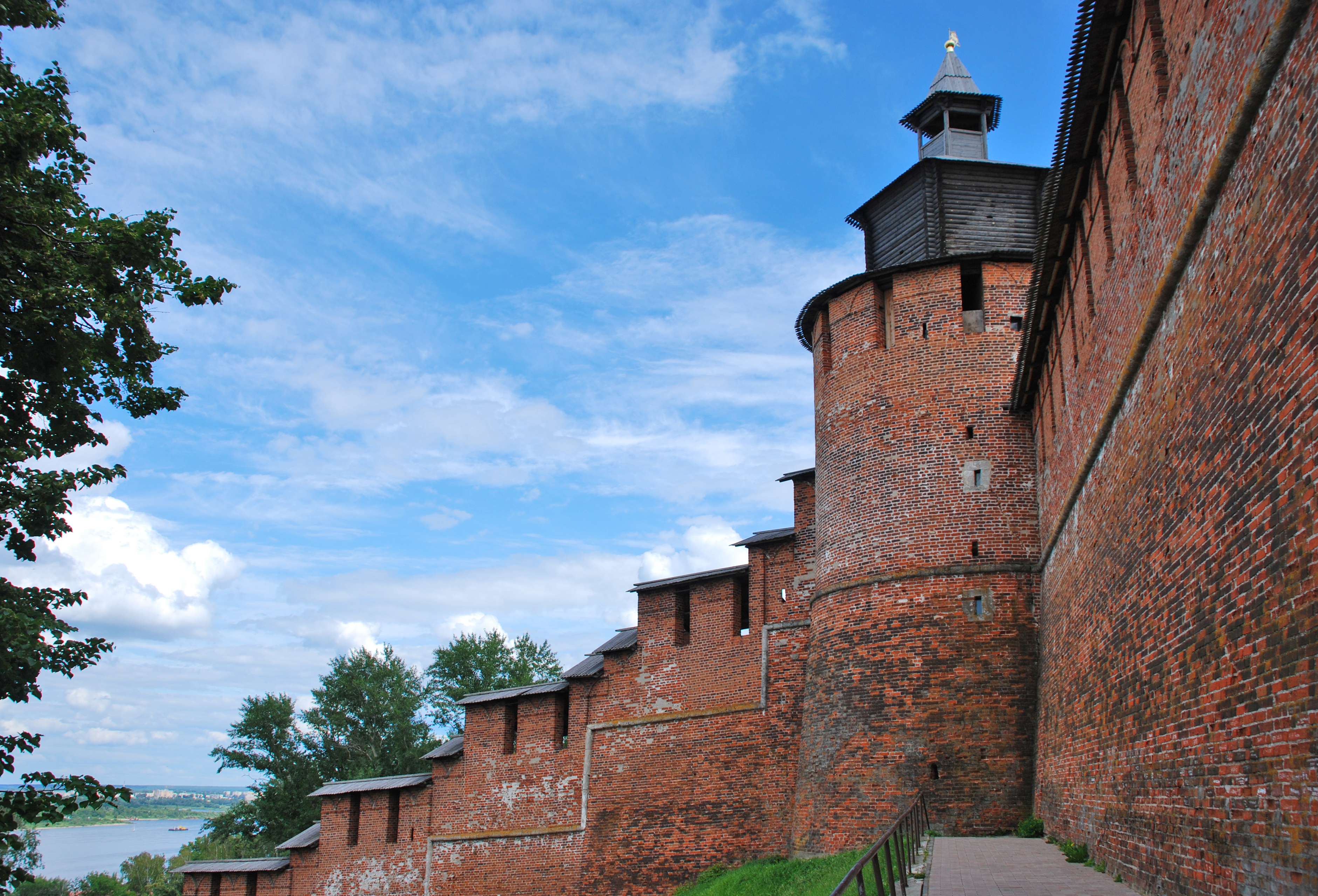
克里姆林城
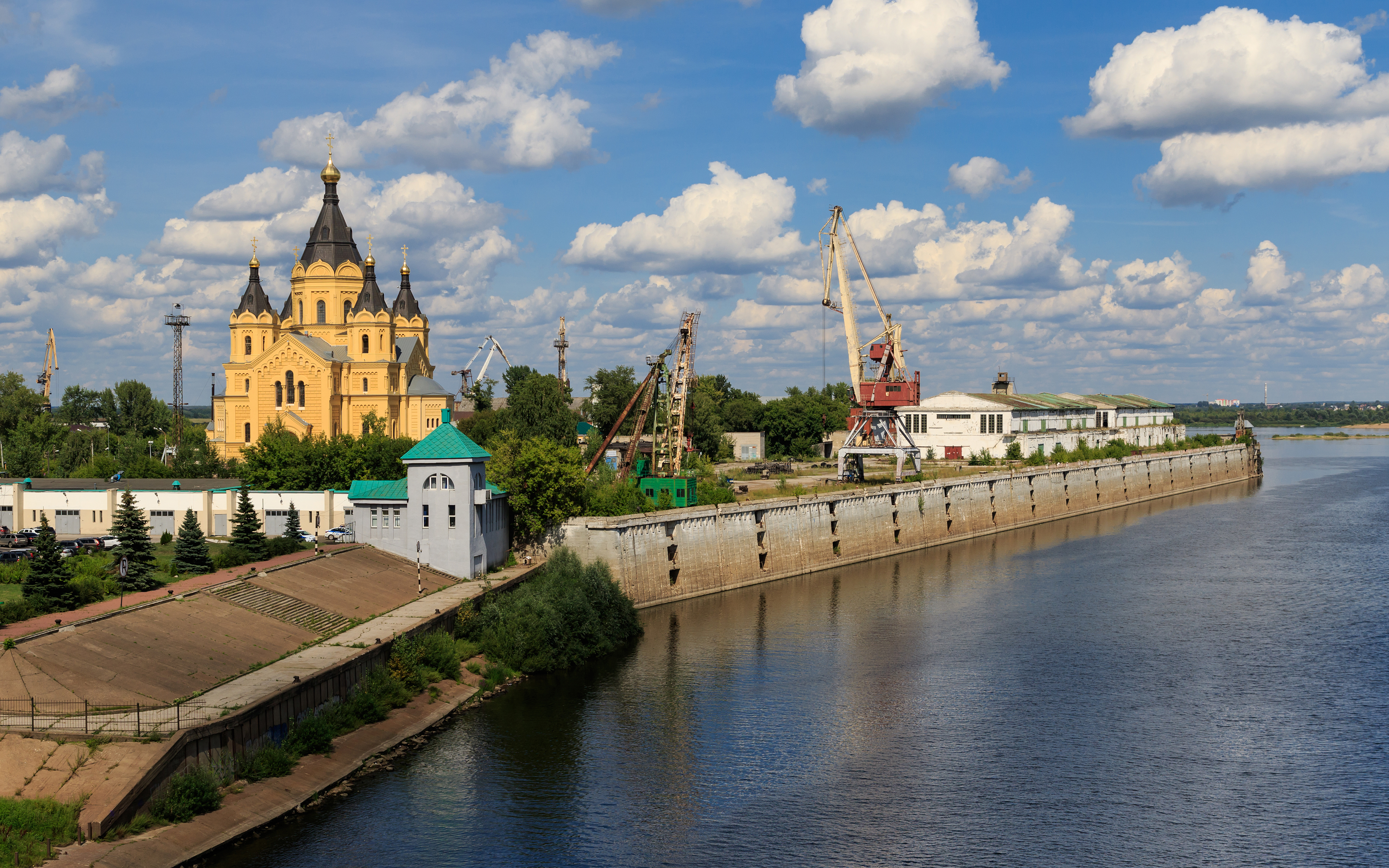
奥卡河边矗立的亚历山大·涅夫斯基座堂和货港之起重机
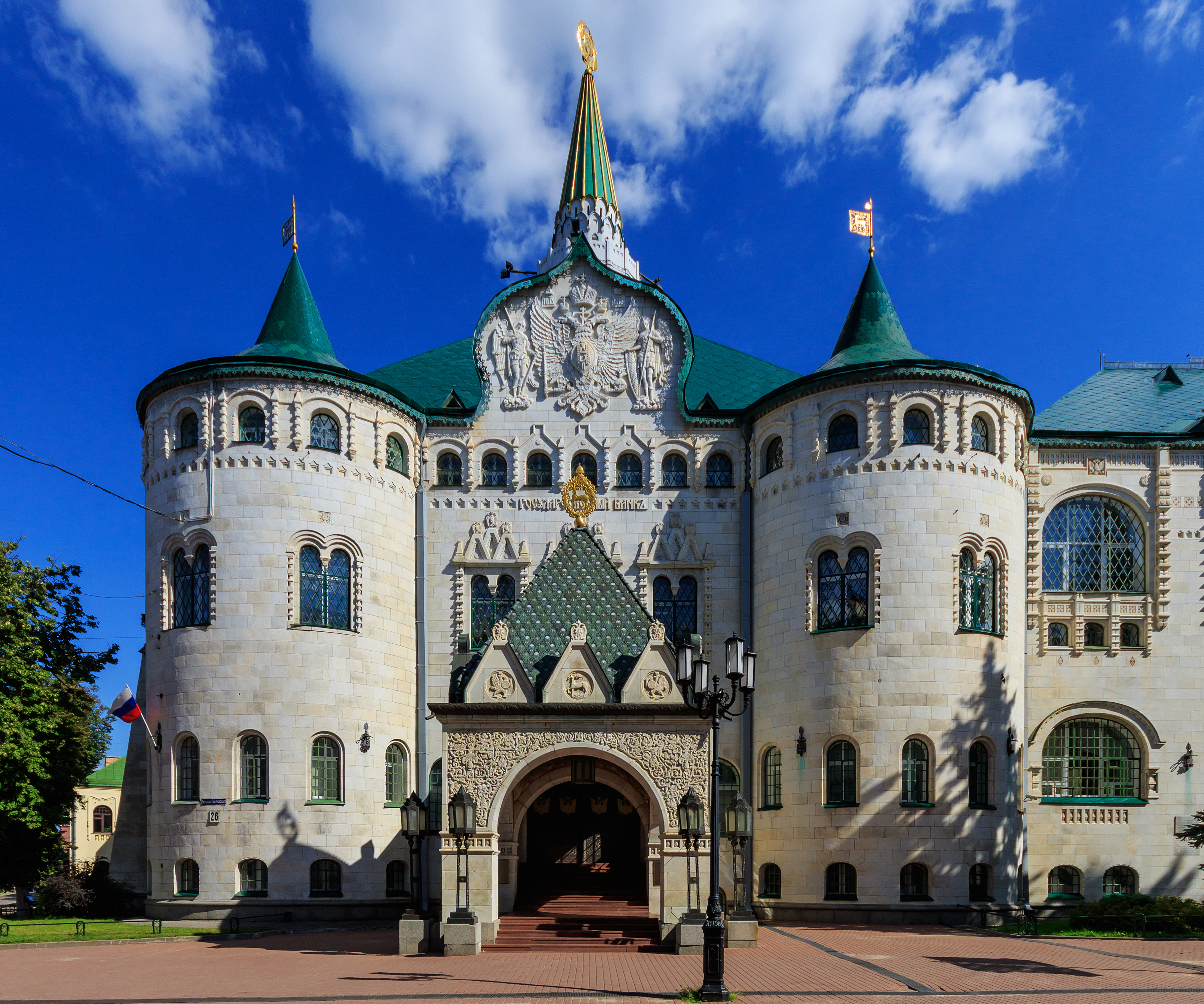
俄罗斯帝国国家银行
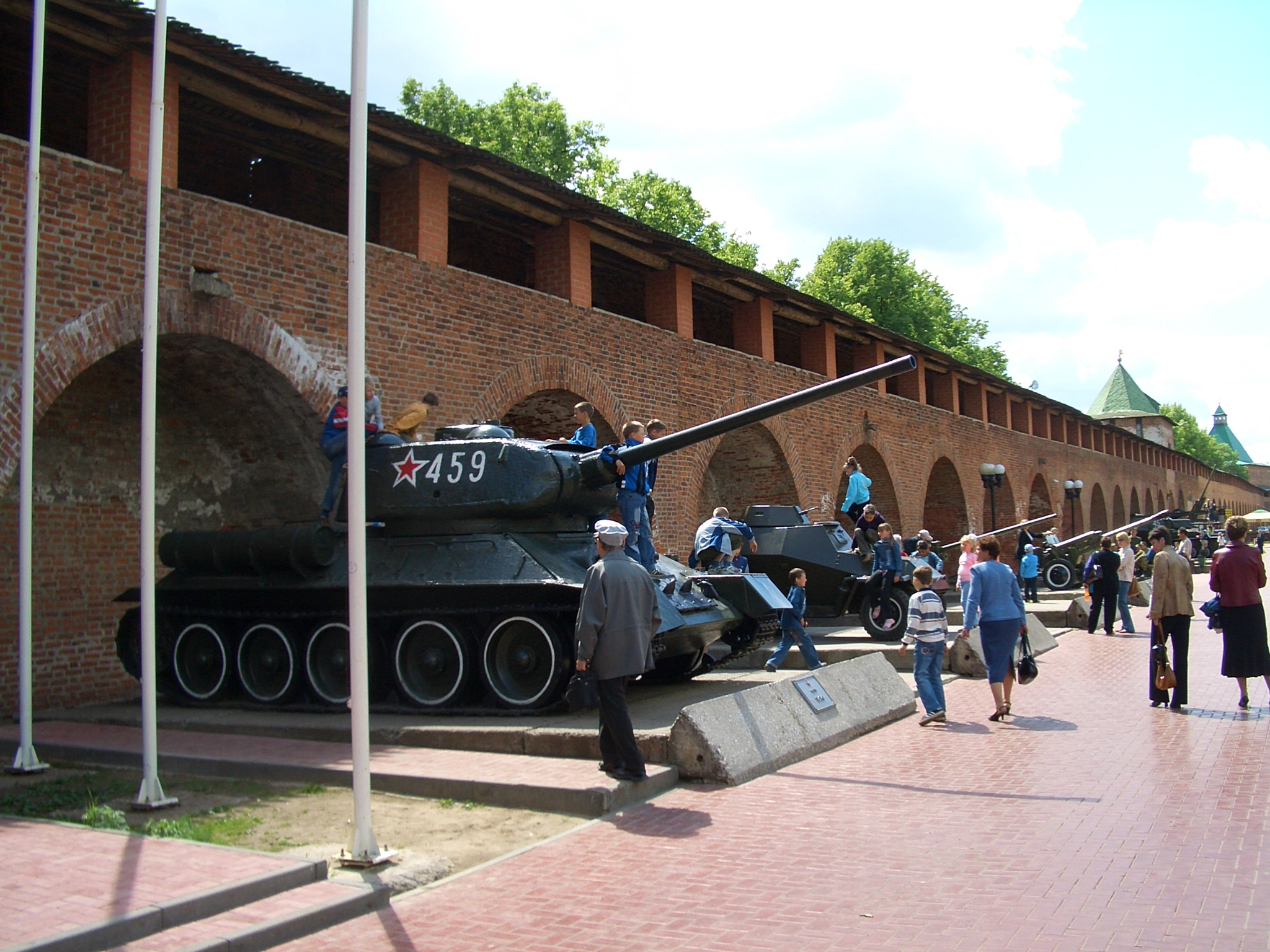
一辆于第二次世界大战期间在下诺夫哥罗德生产的T-34坦克
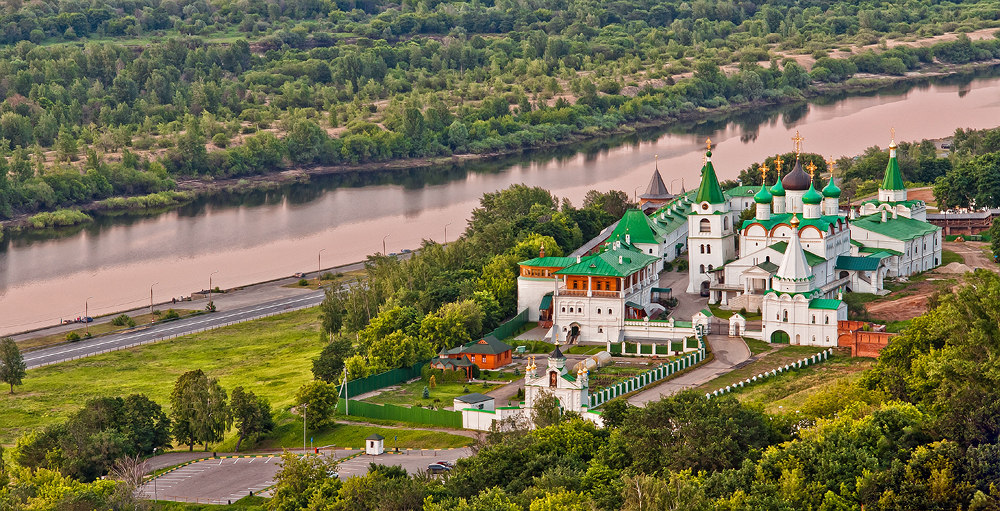
洞穴修道院（英语：Pechersky Ascension Monastery）
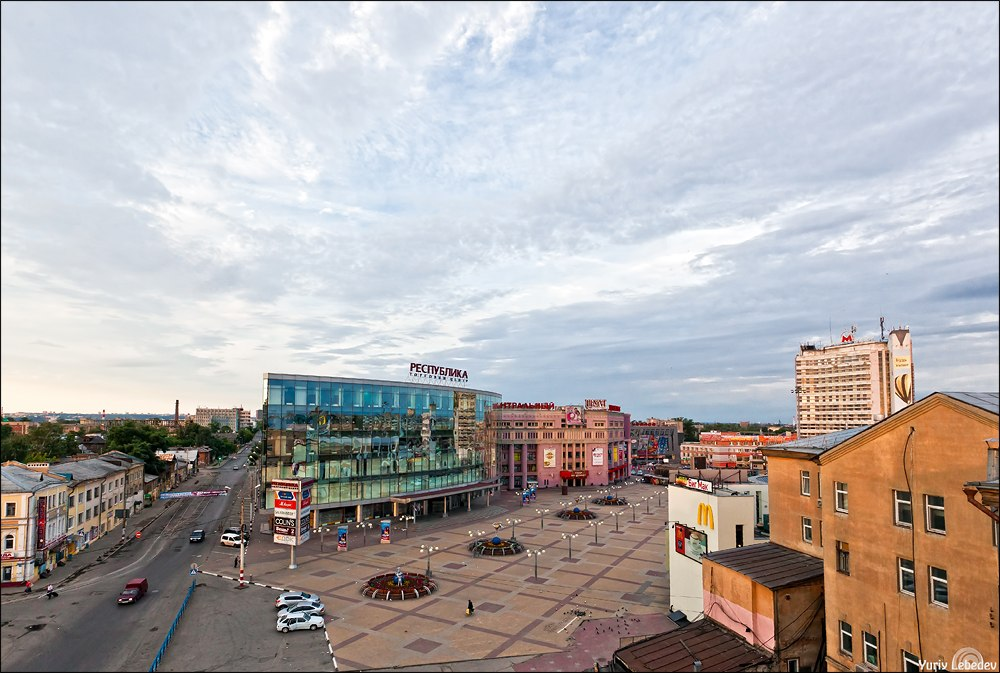
革命广场
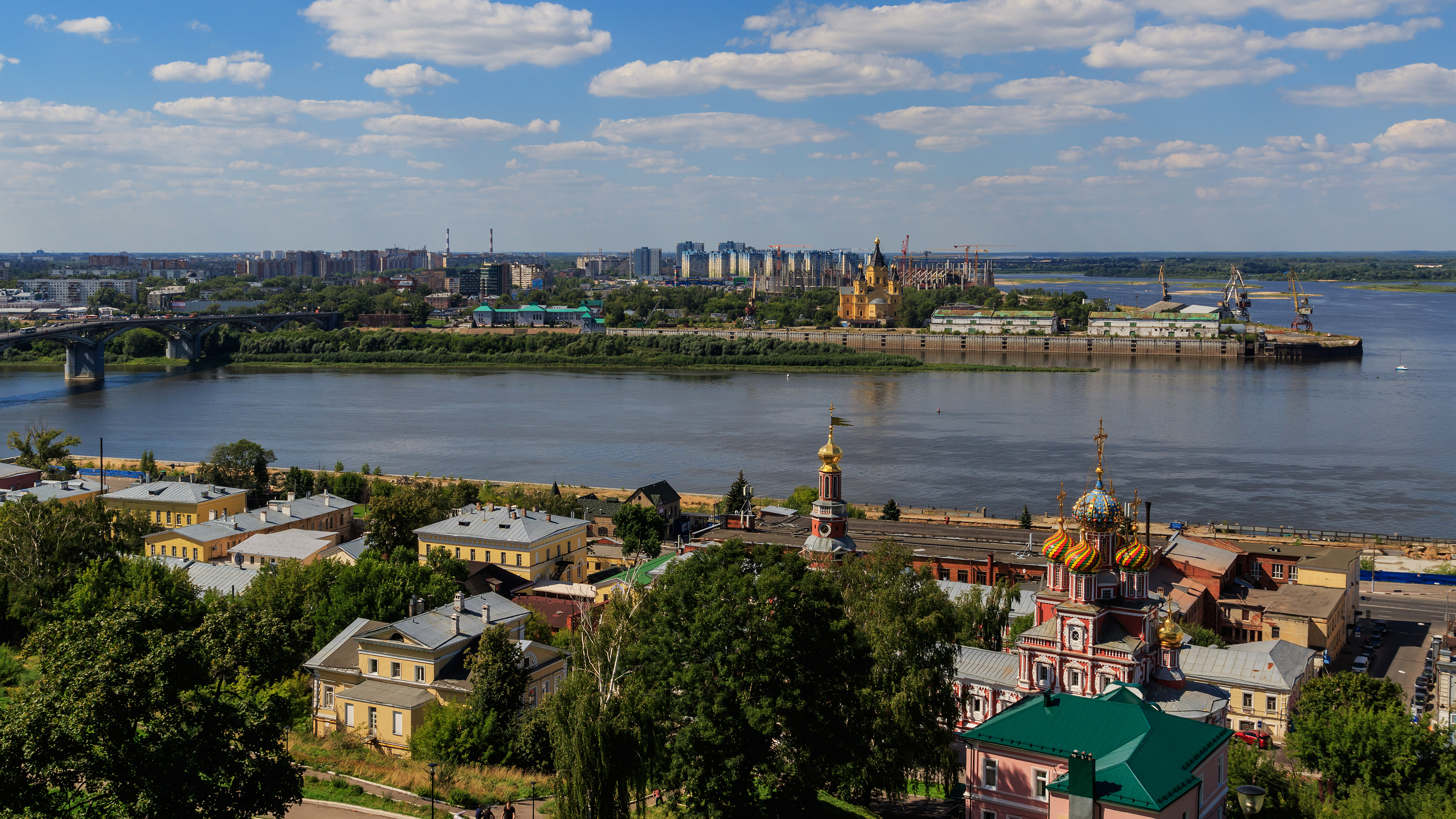
奥卡河景色
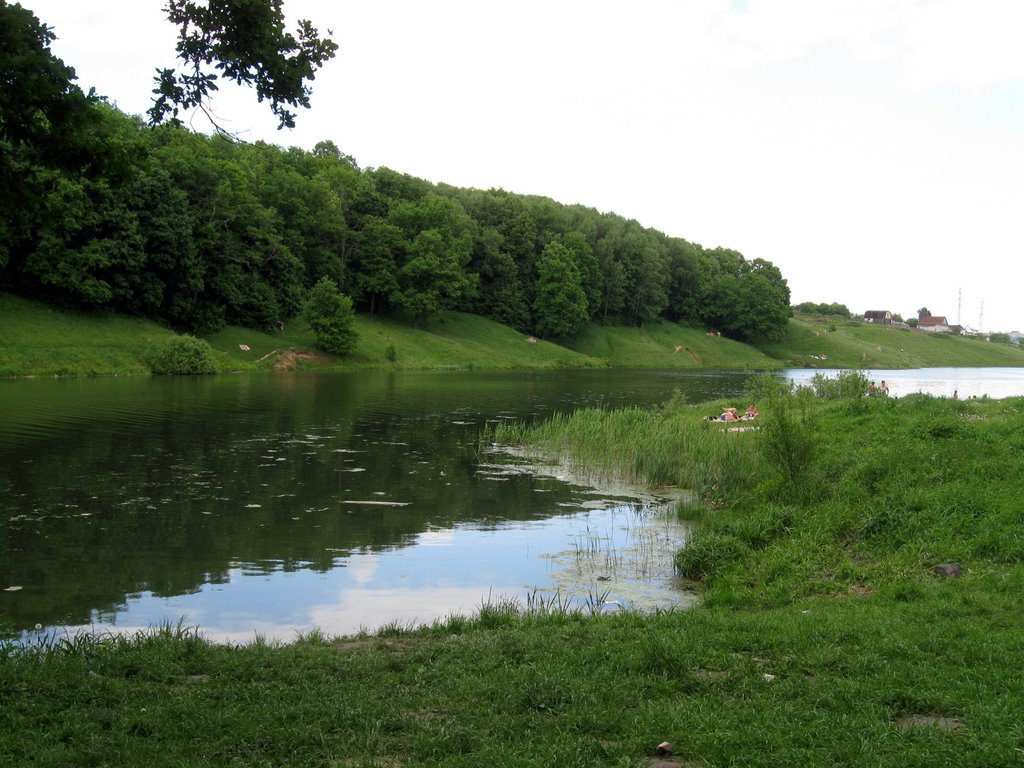
夏天在湖边
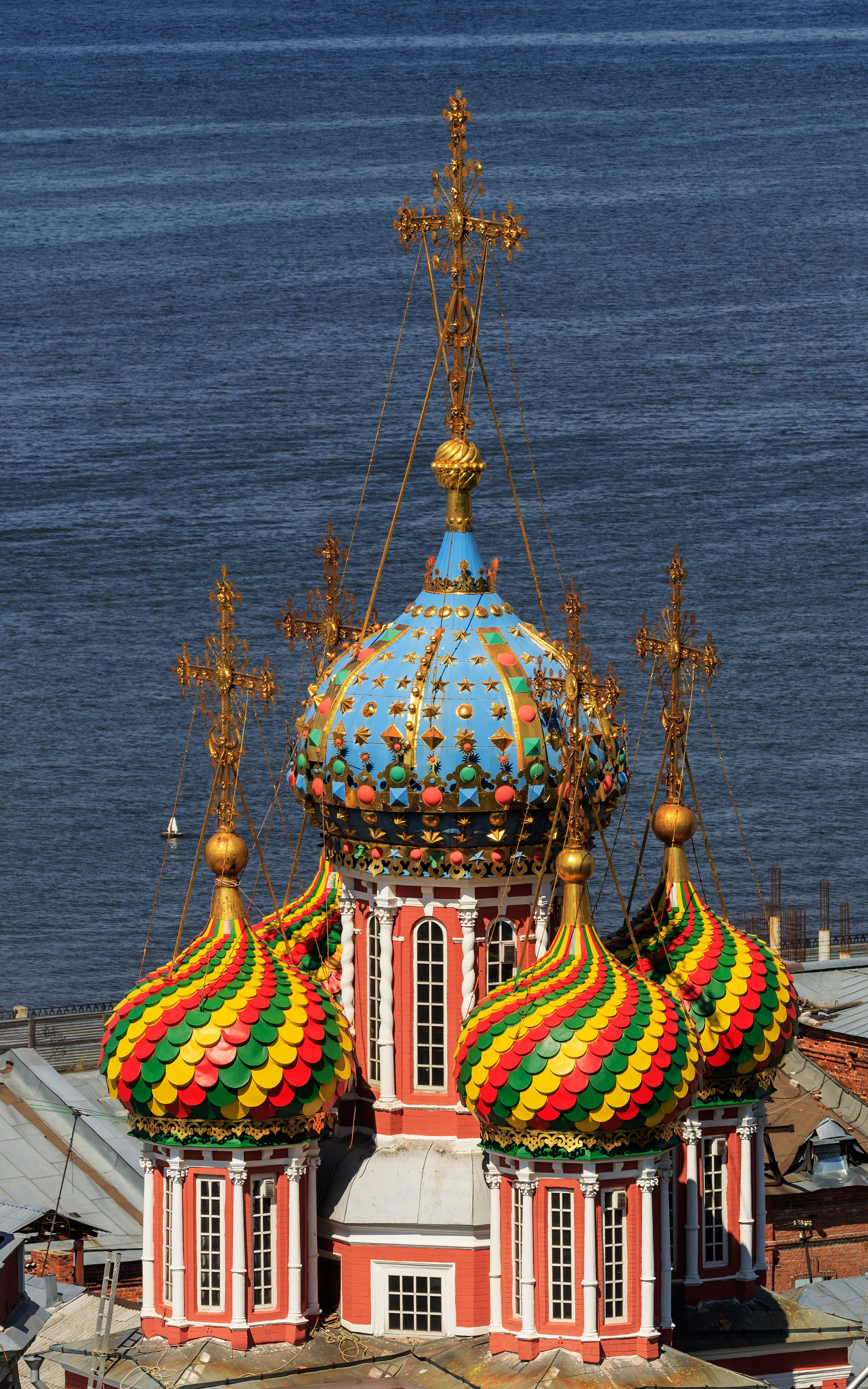
俄羅斯下諾夫哥羅德巴洛克風格教堂頂。

## 交通
- 下諾夫哥羅德地鐵
- 下诺夫哥罗德国际机场

## 友好城市
- 德国埃森（1991年）
- 奥地利林茨（1993年）
- 美国費城（1994年）
- 中国济南市（1994年）
- 芬兰坦佩雷（1995年）
- 乌克兰哈爾科夫（2001年）
- 古巴馬坦薩斯（2003年）
- 水原市（2005年）
- 塞爾維亞诺威萨（2006年）
- 西班牙聖包迪利奧-德略布雷加特（2008年）
- 西班牙巴塞罗那（2009年）